# On aura tout vu
Pour les articles homonymes, voir On aura tout vu (homonymie).
Pour plus de détails, voir Fiche technique et Distribution.
On aura tout vu (également écrit On aura tout vu !) est une comédie française réalisée par Georges Lautner et sortie en 1976.

## Synopsis
François Perrin (Pierre Richard), photographe désireux de se lancer dans le cinéma, a écrit avec son ami Henri un scénario intitulé Le Miroir de l'âme, une histoire d’amour platonique. Ne parvenant pas à trouver le moindre producteur, François se tourne à contrecœur vers le producteur de films pornographiques Bob Morlock (Jean-Pierre Marielle), qui rebaptise le projet La Vaginale.
Pendant ce temps, Henri, cadre modèle au sein de l’entreprise des pâtes Ferroni, expose son projet de film à ses patrons, et obtient de leur part le prêt de leur villa de Saint-Tropez pour le tournage du film. Mme Ferroni lui demande également de prévoir un petit rôle dans le film pour leur fille Claude (Sabine Azéma), afin de l’aider à guérir de sa timidité.
François se résout à avouer la vérité à Henri, sur le changement du scénario du film. Pendant ce temps, il se débat également avec sa compagne Christine (Miou-Miou), scandalisée de l’avoir vu renier ses principes pour obtenir la réalisation à tout prix de son film. Christine décide même de passer l’audition pour se faire engager par Morlock et jouer dans le film. François fait tout pour récupérer sa compagne et également pour l’empêcher de coucher avec d’autres hommes en tournant dans le film. Il réussit à convaincre Morlock de la congédier.
Henri, qui ne décolère pas à la suite de la trahison de François, s’inquiète surtout de ce qui se passera lorsque ses patrons découvriront qu’un film pornographique se tourne dans leur villa. Pourtant, à l’arrivée de Mme Ferroni sur le lieu du tournage, Bob Morlock l'informe que son industrie cinématographique génère un retour sur investissement de 1000 % ; Mme Ferroni, dont l’entreprise génère peu de profits, accepte sans scrupules de s’associer financièrement à Morlock et donne sa bénédiction à ce tournage. Elle informe même Henri de son intention de le promouvoir au poste de directeur général de l’entreprise.
Pendant ce temps, Christine arrive à Saint-Tropez pour tenter de retrouver François. Elle voit alors celui-ci annoncer à Morlock qu’il renonce à réaliser le film et que son objectif à lui est de retrouver Christine. Le couple se réconcilie.

## Fiche technique
- Titre : On aura tout vu
- Réalisation : Georges Lautner
  - Seconde équipe : Alain Boisnard
  - Assistants : Christophe Trousselier, Patrice Poiré, Jean-Michel Carbonnaux, Antoine Ouvrier
- Scénario, adaptation et dialogue : Francis Veber
- Musique : Philippe Sarde
  - Orchestration : Hubert Rostaing
  - Bandonéon : Marcel Azzola
- Direction de la photographie : Maurice Fellous
- Son : Bernard Aubouy
  - Montage sonore : Francine Pierre
  - Effets sonores et bruitage : Jean-Pierre Lelong
  - Perchman : Jean-Louis Ughetto
- Montage : Michelle David
- Décors : Jean André
- Costumes : Ady Poulain
- Cascades : Rémy Julienne
- Production : Alain Poiré
- Société de production : Gaumont International
- Société de distribution : Gaumont International (sortie initiale) ;  Malavida Films (ressortie en 2024)
- Pays de production :  France
- Langue originale : français
- Format : couleur (Eastmancolor) - 1,66:1 - objectif et caméra Paraflex Panavision - mono
- Genre : comédie
- Durée : 92 minutes
- Dates de sortie : 
  - France : 16 juin 1976 ; 20 novembre 2024 (ressortie)

## Distribution
- Pierre Richard : François Perrin
- Jean-Pierre Marielle : Bob Morlock
- Miou-Miou : Christine Lefèbvre
- Gérard Jugnot : Ploumenech, l'assistant-scénariste de Morlock
- Henri Guybet : Henri Mercier
- Renée Saint-Cyr : Madame Ferroni, patronne d'Henri et mère de Claude
- Sabine Azéma : Claude Ferroni
- Gérard Chambre : Aldo
- Arlette Emmery : Marie-France, la secrétaire de Morlock
- Jean Luisi : Jules Slimane
- Valérie Mairesse : Pierrette, la fille avec le balai
- Michel Blanc : un comédien du café-théâtre
- Jean Michaud : M. Ferroni
- Maitena Galli : Mona Duroc
- Francis Lax : l'automobiliste malchanceux
- Marie-Anne Chazel : Marie-Anne, une amie de Christine du café théâtre (non créditée)
- Thierry Lhermitte : un comédien du café-théâtre (non crédité)
- Christian Clavier : un comédien du café-théâtre (non crédité)
- Samantha Llorens : la scripte (non créditée)
- Raoul Saint-Yves : l'agent de police devant le cinéma (non crédité)

## Autour du film
- Lieux de tournage : Studios de la Victorine (Nice) ; une séquence a été tournée chez Panzani Milliat Frères.
- Francis Veber et Georges Lautner ont imaginé ce film au moment de l'avènement des films pornographiques aux États-Unis[1].
- En s'engageant sur ce film, Pierre Richard a parallèlement refusé de jouer dans L'Aile ou la Cuisse dans lequel on lui avait proposé de tenir le rôle de Gérard Duchemin, qui est finalement interprété par Coluche[2].
- Le thème de la musique du film, signé Philippe Sarde, est très proche de celui qu'il a composé pour le film suivant de Georges Lautner, Mort d'un pourri[3].